# Elmar Reinders
Elmar Reinders (født 14. marts 1992 i Emmen) er en cykelrytter fra Holland, der er på kontrakt hos Team Jayco AlUla.